# San Giovanni in Croce
San Giovanni in Croce (lombardul: San Giuan in Crus) település Olaszországban, Lombardia régióban, Cremona megyében. Lakosainak száma 1900 fő (2023. január 1.). San Giovanni in Croce Casteldidone, Gussola, Martignana di Po, Piadena Drizzona és Solarolo Rainerio községekkel határos.

## Népesség
A település lakossága az elmúlt években az alábbi módon változott:
| Lakosok száma | 1900 | 1912 | 1900 |
|               | 2013 | 2018 | 2023 |